# Hammond (entreprise)
Pour les articles homonymes, voir Hammond.
Hammond est un constructeur américain d'instruments de musique fondé en 1928 à Evanston, dans l'Illinois, aux États-Unis.

## Historique
Fondée en 1928 par l'ingénieur américain Laurens Hammond sous le nom de Hammond Clock Company, l'entreprise produit des horloges électriques jusqu'en 1941.
Elle rencontre le succès à partir de 1934 avec l'invention de l'orgue Hammond, un orgue à clavier électromagnétique bien meilleur marché que les orgues à tuyaux, qu'elle vend en six exemplaires à Henry Ford avant même de l'avoir produit.
Cet orgue dispose de la cabine Leslie, un dispositif de haut-parleurs conçu par l'inventeur américain Donald Leslie et capable d'appliquer un effet de vibrato.
En 1937, Hammond change son nom une première fois en Hammond Musical Instrument Company, puis une seconde fois dans les années 1950 en Hammond Organ Company.
En 1968, Hammond forme une coentreprise avec le constructeur de matériel audio Ace Tone d'Ikutaro Kakehashi, futur fondateur de Roland, sous le nom de Hammond Japan.
Jusqu'en 1972, un an avant le décès de son créateur, l'entreprise vend son orgue et réalise des chiffres d'affaires de l'ordre de la centaine de millions de dollars.
À la fin des années 1970, Hammond est racheté par le groupe américain Marmon, avant de devenir dans les années 1990 la propriété du groupe japonais Suzuki.

## Produits
Hammond produit et conçoit des orgues électroniques et des synthétiseurs.
En 1939, Hammond crée le Novachord, considéré comme le premier synthétiseur polyphonique au monde.